# Автошлях Р 69
Автошля́х Р 69 — автомобільний шлях регіонального значення в Україні. Пролягає територією Київської та Чернігівської областей через Київ — Вишгород — Десну — Чернігів  (завдовжки 135 км, під'їзд до селища Гончарівське — 3 км). Загальна довжина — 138 км. Основна частина автошляху складається з двох смуг в обох напрямках, проте на ділянці Київ — Вишгород автошлях має по дві смуги в обох напрямках.

## Історія
Дана нумерація автошляху набула чинності з 1 січня 2013 року.
У 2022 році, внаслідок повномасштабного російського вторгнення в Україну, на автошляху Р 69 через канал у Вишгородському районі зазнав руйнування автомобільний міст. Після руйнування споруди для забезпечення проїзду легкового транспорту та екстрених служб було збудовано тимчасовий об'їзд з понтонною переправою завдовжки 120 м. Основні ремонтні роботи стартували у середині 2024 року. На початку серпня 2025 року виконані роботи зі стендової підготовки металевих балок для монтажу, влаштування опалубки та армування монолітної плити у прогоновій будові 5-7, встановлення помостів та ремонту залізобетонних поверхонь опор № 3 і 4. Відбудова мосту реалізується в межах кредитної угоди з Великою Британією. Передбачено, що рух і введення мосту в експлуатацію відбудеться восени 2025 року, що дозволить значно покращити логістику та забезпечити безперебійний і безпечний рух транспорту, важливий для життєдіяльності населення та оборони України

## Маршрут
Автошлях проходить через населені пункти:
| Автошлях Р 69        |           |
| Київська область     |           |
| Київ                 |           |
| Вишгородський район  |           |
| Вишгород             | Р02Т 2509 |
| Хотянівка            |           |
| Новосілки            |           |
| Нижча Дубечня        |           |
| Вища Дубечня         |           |
| Пірнове              |           |
| Воропаїв             |           |
| Жукин                |           |
| Боденьки             |           |
| Сувид                |           |
| Чернігівська область |           |
| Чернігівський район  |           |
| Десна                |           |
| Карпилівка           | Т 2535    |
| Короп'є              |           |
| Рудня                |           |
| Морівськ             |           |
| Соколівка            |           |
| Максим               |           |
| Смолин               |           |
| Козероги             |           |
| Якубівка             |           |
| Киїнка               | E95М01Р56 |
| Чернігів             |           |